# Anton Keller
Pour les articles homonymes, voir Keller.
Anton Keller, né le 21 novembre 1934 à Baden (originaire du même lieu et d'Untersiggenthal) et mort le 15 avril 2025, est une personnalité politique suisse, membre du Parti démocrate-chrétien (PDC). Il est député du canton d'Argovie au Conseil national de novembre 1979 à décembre 1995.
Il est le père de la conseillère nationale Marianne Binder-Keller.

## Biographie
Anton Keller naît le 21 novembre 1934. Il est originaire de deux communes argoviennes, Untersiggenthal et Baden. Son père, Hans, est agriculteur. Sa mère, Rosa Maria, est née Gubser.
Il obtient un brevet d'instituteur en 1955, puis fait des études de langue et littérature allemandes aux universités de Zurich, de Munich et de Bruxelles, couronnés par un doctorat en 1961. Il enseigne ensuite à l'école cantonale de Baden jusqu'en 1999.
Il est notamment directeur du Theater im Kornhaus à Baden de 1966 à 1968, président du conseil de fondation de la maison des artistes de Boswil de 1991 à 1998 et président de la commission fédérale d'admission au service civil de 1996 à 2009[à vérifier]. 
Il est marié à l'écrivaine Rosemarie Keller (de), née Borner, et père de quatre enfants, dont la conseillère natioale Marianne Binder-Keller.
Il est de confession catholique et a le grade de colonel à l'armée.

## Parcours politique
Il est membre de la Constituante argovienne de 1973 à 1981, où il préside le groupe PDC. Il préside également le PDC argovien de 1986 à 1989.
Il est élu au Conseil national en 1979. Réélu à trois reprises, il y siège du 26 novembre 1979 au 3 décembre 1995. Il préside le courant chrétien-social au sein du groupe PDC de 1985 à 1995 et la Commission de la politique de sécurité[Quand ?].

### Positionnement politique
Il appartient à l'aile sociale de son parti.